# Live at the Seaside
Albums de Erasure
The Two-Ring Circus
(1987) The Innocents
(1988)
Live at the Seaside est le titre de la toute première vidéo VHS du groupe Erasure. Il s'agit d'un concert enregistré au Brighton Dome Complex de Brighton, au Royaume-Uni, le 17 avril 1987 et commercialisé à la fin de la même année.
Initialement sorti en 1987, ce concert sera finalement rendu disponible en support DVD le 4 juillet 2011 en tant que disque bonus d'une réédition remasterisée de l'album The Circus.

## Détail des Titres
Note : Pour visualiser les détails concernant les titres supplémentaires et les autres bonus ajoutés à la réédition DVD de 2011, se référer à l'article The Circus.
1. Safety in Numbers
2. Victim of Love
3. It Doesn't Have to Be
4. Don't Dance
5. Who Needs Love (Like That)
6. Leave Me to Bleed
7. If I Could
8. Oh l'amour
9. The Circus
10. Say What
11. Sometimes
12. Spiralling
13. Gimme! Gimme! Gimme!